# Beka Burjanadze
Beka Burjanadze (en géorgien : ბექა ბურჯანაძე), né le 3 janvier 1994, à Tbilissi, en Géorgie, est un joueur géorgien de basket-ball. Il évolue au poste d'ailier, au club de CB Gran Canaria.